# Natri benzoat
Natri benzoat (E211) có công thức hoá học là NaC6H5CO2. Nó là muối natri của axit benzoic và tồn tại ở dạng này khi hoà tan trong nước. Nó có thể được sản xuất bằng phản ứng giữa natri hydroxide và axit benzoic.

## Sử dụng
Natri benzoat là một chất bảo quản thực phẩm. Nó là chất kìm hãm sự phát triển của vi khuẩn và nấm trong môi trường axit. Nó được dùng thịnh hành nhất trong các thực phẩm có tính axit như rau trộn dầu giấm, đồ uống có ga (axit cacbonic), mứt và nước trái cây (axit xitric), dưa chua (giấm ăn) và các gia vị. Nó còn được tìm thấy trong nước súc miệng chứa cồn và xi tráng bạc. Nó còn có thể có trong xirô trị ho như Robitussin. Chất này được công bố trên nhãn hàng là 'natri benzoat' hay E211.
Nó còn được dùng trong pháo hoa như là nhiên liệu trong việc hoà hợp âm, một chất bột phát ra tiếng hú (rít) khi nén vào ống và đốt cháy.
Natri benzoat được sản xuất bằng phản ứng trung hoà giữa axit benzoic với natri hydroxide. Axit benzoic có thể tìm thấy với cấp độ thấp trong cây nam việt quất, mận, mận lục, quế, đinh hương chín và táo. Dù axit benzoic có tác dụng bảo quản tốt hơn, natri benzoat vẫn được dùng phổ biến như là chất phụ gia thực phẩm vì axit benzoic không tan nhiều trong nước. Sự cô cạn thành chất bảo quản được giới hạn ở Mỹ bởi FDA với 0.1% khối lượng. CHƯƠNG TRÌNH THẾ GIỚI VỀ An toàn HOÁ HỌC không tìm thấy ảnh hưởng có hại nào cho con người với liều lượng 647–825 mg/kg khối lượng cơ thể mỗi ngày.
Mèo có sự chịu đựng axit benzoic và các muối của nó thấp hơn đáng kể so với chuột đồng và chuột. Tuy nhiên theo công bố chính thức của AFCO, sodium benzoate có thể cho phép tồn tại trong thức ăn động vật với tỷ lệ 0,1%.

## Cơ cấu bảo quản thực phẩm
Cơ chế bắt đầu với sự thẩm thấu axit benzoic vào tế bào. Nếu độ pH nội bào giảm xuống 5 hoặc thấp hơn, sự lên men thiếu không khí của glucose thông qua enzyme phosphofructokinase được giảm đi 95%.

## An toàn và sức khoẻ
Trong dạng hoá hợp với acid ascorbic (vitamin C, E300), natri benzoat và kali benzoat hình thành benzen, một chất gây ung thư, tuy nhiên không đủ độ nguy hiểm cho việc tiêu dùng. Nhiệt độ, ánh sáng và thời hạn sử dụng có thể ảnh hưởng đến tỉ lệ benzen hình thành.
Giáo sư Piper thuộc trường Đại học Sheffield cho rằng chính natri benzoat có thể phá huỷ và khử hoạt tính của các phần DNA sống trong ti thể tế bào. Ti thể tiêu thụ ôxi để tổng hợp ATP, nguồn năng lượng của cơ thể. Nếu nó bị phá huỷ vì bệnh tật, sự cố của tế bào có lẽ sẽ nhập thêm apoptosis. Có nhiều căn bệnh có ràng buộc với sự phá huỷ của DNA, bao gồm hội chứng Parkinson và các hội chứng thoái hoá thần kinh khác, nhưng trên tất cả, là quá trình lão hoá của cơ thể.

### Tính hoạt động thái quá
Bản nghiên cứu xuất bản năm 2007 của Cục Tiêu chuẩn thực phẩm Anh Quốc (FSA) đề nghị rằng chính màu thực phẩm nhân tạo khi ghép đôi với natri benzoat (E211) có thể được kết nối với những hoạt động thái quá. Kết quả này trái ngược với natri benzoat cho nên FSA đề nghị có những nghiên cứu xa hơn.
Giáo sư Jim Stevenson từ Đại học Southampton, và tác giả của bản báo cáo, nói rằng: "Đây là cuộc nghiên cứu chính để xem xét lại một tầm quan trọng của bản nghiên cứu. Những kết quả cho rằng sự tiêu thụ của những hỗn hợp màu thực phẩm nhân tạo và chất bảo quản natri benzoat được kết hợp với sự gia tăng tính hoạt động thái quá ở trẻ em. Tuy nhiên những bậc phụ huynh không nên nghĩ rằng việc loại bỏ những loại gia vị này ra khỏi thức ăn sẽ ngăn ngừa được sự rối loạn hoạt động thái quá này. Chúng tôi biết rằng có nhiều ảnh hưởng khác trong khi làm việc nhưng ít nhất điều này là điều trẻ em có thể tránh.
Hai hỗn hợp gia vị được kiểm tra trong nghiên cứu:
Hỗn hợp A:
- Màu vàng hoàng hôn (sunset yellow) (E110)
- Tartrazine (E102)
- Carmoisine (E122)
- Ponceau 4R (E124)
- Natri benzoat (E211)

Mix B:
- Màu vàng hoàng hôn (sunset yellow) (E110)
- Màu vàng quinoline (E104)
- Carmoisine (E122)
- Màu đỏ allura (E129)
- Natri benzoat (E211)

Natri benzoat được tính đến trong cả hai hỗn hợp, nhưng hiệu quả đem lại thì không phù hợp. Vì thế FSA nghĩ rằng nếu thật sự gia tăng tìm thấy được trong sự hoạt động thái quá thì có vẻ phù hợp hơn để kết nối với một hay nhiều màu riêng được thử nghiệm.
Vào ngày 10 tháng 4 năm 2008, FSA báo sẽ loại bỏ một số màu thực phẩm vào năm 2009 (nhưng không có natri benzoat). Thêm vào đó còn đề nghị có hành động đẩy chúng dần dần khỏi thức ăn và nước uống ở EU thông qua một quá trình riêng.
Trong lời đáp lại sự khẳng định của khách hàng về nhiều sản phẩm tự hiên và E211 có liên hệ với việc phá huỷ DNA và ADHD, Công ty Coca Cola đang trong quá trình loại bỏ natri benzoat ra khỏi các loại nước Coca. Công ty còn đề cập rằng đang có kế hoạch dời E211 ra khỏi các sản phẩm của nó bao gồm Sprite, Fanta và Oasis ngay khi có sự thay thế thoả mãn được tìm ra.

## Hiện trạng tóm tắt
- Dược thư Anh Quốc[20][21], [22]
- Sách hoá học thực phẩm[20]
- Dược thư châu Âu[20]
- Dược thư Nhật Bản [23]
- Dược thư Hoa Kỳ 29[24]